# Misa
Misa (lat. missa) je obred slavljenja Euharistije propisan misalom koju predslavi svećenik nizom činova i molitava tj. liturgijom uz djelatno sudjelovanje vjernika. Naziv se koristi u većini zapadnih crkvi, primjerice zapadnom obredu Katoličke Crkve, Starokatoličkoj Crkvi, anglo-katoličkoj tradiciji Anglikanske zajednice i kod dijela luterana. Isti obred slavljenja euharistije postoji u istočnim Crkvama (Pravoslavne Crkve, Istočne pravoslavne crkve i Istočne katoličke Crkve), ali se tamo ne zove misa (u pravoslavlju je pr. božanska liturgija).
U Rimskome obredu Katoličke Crkve danas službeno postoje dva oblika svete mise: Tradicionalna (Tridentska) i Misa novog obreda (Novus Ordo) koja je nastala nakon liturgijskih promjena Drugoga vatikanskog sabora. Ako misu služe dvojica ili više svećenika onda je ta misa koncelebrirana. Misa koja se slavi večer uoči svetkovina ili blagdana naziva se uočnica, a često je popraćena bdjenjem.
Prema apostolskoj konstituciji Lumen Gentium (br. 11), misa je „izvor i vrhunac svega kršćanskog života”. Zakoniku kanonskog prava iznosi da je Misa odn. Euharistija „najuzvišeniji sakrament, u kojemu je sadržan, prinosi se i prima sam Krist Gospodin i po kojoj Crkva trajno živi i raste” (kanon 897.) zbog čega „vjernici trebaju presvetoj euharistiji iskazivati najviše štovanje, sudjelujući djelatno u slavljenju najuzvišenije žrtve, primajući pobožno taj sakrament i časteći ga najdubljim klanjanjem” (kanon 898.). Misa je po katoličkom nauku najsavršenija molitva.

## Nazivlje
U Katoličkoj Crkvi postoji više naziva za svetu misu:
- Euharistija (grč. eukharistía, zahvala),
- liturgija (grč.  leitourgía, javna služba),
- sveta (misna) žrtva,
- lomljenje kruha (po Isusovu činu na Posljednjoj večeri),
- Večera Gospodnja (po Isusvoj ustanovi mise na Veliki četvrtak),
- spomen-čin (Kristove muke, smrti i uskrnuća) te
- Svadbena gozba Jaganjčeva (naziv za misu iz Otkrivenja).

Imenica misa u hrvatskom jeziku je latinizam (missa), od kojeg dolazi i riječ za misal, a dolazi od izraza Ite, missa est („Idite, poslani ste” ili „Idite u misije”), iz završnoga obreda mise.
Gradišćanski Hrvati kažu sveta maša. U nekim kajkavskim govorima pojavljuje se oblik meša.

## Podrijetlo
Prema kršćanskoj teologiji, misu, odnosno Euharistiju ustanovio je Isus Krist na Posljednjoj večeri na Veliki četvrtak. Blagujući s apostolima Pashu po židovskim propisima (Izl 12, 1-14) Isus joj daje novi smisao proglasivši beskvasni kruh koji je blagoslivljao, lomio i dijelio učenicima svojim Tijelom, a kalež vina iz kojega su pili svojom Krvlju Novoga saveza (Mt 17-30; Mk 14, 12–21; Lk 22, 7–14. 21–23; Iv 13, 21–30). Dok se Mojsije za potvrdu Sinajskog saveza (nakon izlaska iz Egipta) koristio krvlju žrtvovana junca (Izl 24,3–8), Isus je sama sebe predao po svojoj muci i smrti na križu te davši učenicima svoje Tijelo i Krv pod prilikama kruha i vina kako bi zapečatio Novi savez. Posadašnjenje (aktualizacija) Kristove pashalne žrtve nastavlja se ispunjavati na svakoj svetoj misi, za koju je Krist apostolima naložio da je čine „njemu na spomen” (1 Kor 11,25).
Misne molitve i molitveni obrasci razvijali su se tijekom povijesti Crkve. Većina ih je uzeta iz Biblije, dok primjerice Nicejsko-carigradsko vjerovanje potječe od ranih crkvenih sabora. Sva misna čitanja uzeta su iz Biblije: prvo čitanje je iz Staroga zavjeta ili Djela apostolskih (u vazmenome vremenu crkvene godine), pripjevni psalam iz knjige Psalama, drugo čitanje iz jedne od poslanica Novoga zavjeta ili iz Otkrivenja, dok je čitanje Evanđelja uvijek od jednoga od četvorice evanđelista (Ivana, Marka, Mateja ili Luke).

## Slavlje
Svet misu može slaviti (predvoditi) samo valjano zaređeni svećenik (kanon 900., § 1 Zakonika kanonskog prava), a s dopuštenjem (indult) može je slaviti svećenik kojemu to ne priječi kanonski zakon i koji obdržava propise crkvene propise o načinu slavljenja (kanon 900., § 2). Vjernik laik (tj. koji nije zaređen za svećenika) koji bi simulirao slavljenje svete mise učinio bi, prema Zakoniku, „svetogrdno djelo kažnjivo teškom crkvenom kaznom”.
Svećenik je slobodan slaviti euharistiju pojedinačno ili u suslavlju (koncelebraciji), „osim ako drukčije zahtijeva ili savjetuje korist vjernika” (kanon 903.). Zakonik svećenicima preporučuje svakodnevno slavljenje svete mise, koja je „čin Krista i Crkve u obnavljanju kojim svećenici ispunjavaju svoju osobitu zadaću” (kanon 904.). Izuzevši kanonsko-pravnim odredbama dopuštene slučajeve, svećeniku nije dopušteno slaviti euharistiju više od jedanput dnevno. Mjesni ordinarij (biskup, nadbiskup ili apostolski upravitelj) može u nedostatku svećenika dopustiti svećenicima iz opravdanih razloga slaviti misu dvaput dnevno svagdanom, odnosno, i triput nedjeljama i zapovjednim blagdanima (kanon 905.).
Đakonima i laicima nije dopušteno izgovarati molitve niti obavljati čine vlastite svećeniku slavitelju (kanon 907.) Svi nazočni vjernici, i klerici i laici, trebaju aktivno sudjelovati u misnom slavlju „svatko na svoj vlastiti način” (kanon 899., § 3). Svećenik slavitelj misu može namijeniti za svakoga (misna nakana), živoga ili mrtvoga (kanon 901.), kao i na doličnu nakanu katolika u „nesređenim vjerničkim situacijama”, nekatolika ili nevjernika, pri čemu treba izbjegavati javno oglašavanje unutarnje nakane svećenika „svaki put kad bi to moglo izazvati sablazan”. Svećenicima je za misnu nakanu dopušteno primiti prilog, no on nije uvjet za služenje mise (kan. 945, § 1-2). Visinu iznosa misnog stipendija određuje pokrajinski sabor ili pokrajinska biskupska skupština. Nadalje, svećenik može za namjenu mise primiti manji iznos od onoga koji je određen, ako će misu slaviti osobno, no nije dopušteno tražiti veći iznos, koji može uzeti ako je ponuđen dragovoljno (kan. 952, § 1).

## Red mise
Misa se u povijesti Katoličke Crkve dijelila na misu katekumena i misu vjernika. Kako katekumeni nisu bili punopravni članovi Crkve, tako su bili otpuštani krajem mise katekumena (svršetkom homilije), dok su vjernici (krštenici) ostajali sve do svršetka drugoga dijela. Danas se taj prvi dio mise naziva služba Riječi, a drugi Euharistijska služba. Prva sveta misa, koju je služio Isus tijekom Posljednje večere na Veliki četvrtak sastojala se od upravo od tih dvaju dijelova pa su apostoli i njihovi nasljednici nastavili tu tradiciju u okrilju Katoličke Crkve.
Misa po novome obredu (Novus ordo Missae) dijeli se na četiri dijela: uvodni obredi, služba Riječi, Euharistijska služba (Euharistijsko slavlje u užem smislu) i završni obredi.

### Uvodni obredi
Uvodni obred počinje ulazom pjesmom, znakom križa i svećenikovim pozdravom okupljenim vjernicima. U pokajničkom činu, vjernici priznaju svoje grijehe, kako bi mogli slaviti sveta otajstva. Moli se molitva za oproštenje: Gospodine, smiluj se! Kriste smiluj se! Gospodine smiluj se!. Nedjeljom izvan korizme i došašća, svetkovinama i blagdanima pjeva se ili govori svečana molitva: Slava Bogu na visini. Običnim se danom izostavlja. Svećenik na kraju uvodnog obreda moli zbornu molitvu.

### Služba riječi
Služba riječi počinje čitanjima iz Biblije. Nedjeljom i svetkovinama čitaju se tri čitanja, a u ostale dane dva. Svećenik ili pojedini vjernici čitaju prvo čitanje iz Staroga zavjeta, odnosno iz Djela apostolskih u uskrsnom vremenu. Slijedi pjevanje ili čitanje psalma. Vjernici između odlomaka psalma izgovaraju zaziv npr. Puna je zemlja dobrote Gospodnje ili Gospodin je pastir moj, zla se ne bojim, jer ti si Bože sa mnom ili neki drugi predviđen citat iz psalma za taj put. Slijedi čitanje iz jedne od poslanica iz Novoga zavjeta koje se izostavlja u obične dane. Završno čitanje čita svećenik, a ono je iz evanđelja. Prije čitanja evanđelja pjeva se aleluja, odnosno neka druga pjesma za vrijeme korizme. Nakon toga svećenik kaže: Gospodin s vama. Vjernici odgovore: I s duhom tvojim. Svećenik nastavi Čitanje svetog evanđelja po [ime jednog od četiriju evanđelista]. Vjernici desnim palcem naprave znak križa na čelu, na usnama i na srcu te odgovore: Slava Tebi Gospodine! Nakon pročitanog evanđelja, svećenik kaže: Riječ gospodnja, a narod odgovara: Slava Tebi Kriste. Nakon odgovora svećenik tišim glasom veli: Po riječima svetog Evanđelja izbrisali se u nama naši grijesi. Tema evanđelja prilagođena je prigodi i blagdanima. Značajnijim danima kada se više vjernika skuplja na misi svećenik nakon Evanđelja održi propovijed, a posebno nedjeljom i zapovijedanim blagdanima. Teme propovijedi su obično tumačenja čitanja iz Biblije, aktualni blagdani, aktualni događaji ili neka druga tema po svećenikovom izboru. Nedjeljom, svetkovinama i u druge svečanije prigode slijedi ispovijest vjere izgovaranjem molitve Vjerovanja ili prigodno na drugi način. Zatim se moli molitva vjernika.

### Euharistijska služba
Započinje prinošenjem darova kruha i vina na oltaru darovnom molitvom. Prinošenje prati prinosna pjesma.
Slijedi kanon ili velika euharistijska molitva. Ona počinje predslovljem, a završava žrtvenim prinosom. Prilikom predslovlja svećenik kaže: Gospodin s vama, a vjernici odgovaraju: I s duhom tvojim. Svećenik nastavlja: Gore srca, a vjernici kažu: Imamo kod Gospodina te svećenik moli: Hvalu dajmo Gospodinu Bogu našemu!, a odgovor vjernika jest: Dostojno je i pravedno! Na kraju predslovlja pjeva se ili moli: Svet, Svet, Svet Gospodin Bog Sabaot ...
U euharistijskoj molitvi moli se Duha Svetoga, da posveti kruh i vino. Bitan dio je posvećenje kruha i vina izgovaranjem Isusovih riječi s Posljednje večere. Svećenik u Isusovo ime nad kruhom izgovara: Uzmite i jedite od ovoga svi: ovo je moje tijelo koje će se za vas predati. Vjernici za to vrijeme uglavnom kleče. Zatim svećenik uzima kalež i izgovara: Uzmite i pijte iz njega svi: ovo je kalež moje krvi novoga i vječnoga saveza, koja će se proliti za vas i za sve ljude na otpuštenje grijeha. Ovo činite meni na spomen. Vjernici odgovaraju: Tvoju smrt Gospodine naviještamo, Tvoje uskrsnuće slavimo, Tvoj slavni dolazak iščekujemo. Taj čin obreda kruha i vina zove se pretvorba. Vidljiva stvarnost kruha i vina postaje nevidljiva otajstvena stvarnost Isusova tijela i krvi. Isus se daruje u ljudskoj i božanskoj stvarnosti. Slijede molitve za Crkvu, pokojne i dr. Završava se žrtvenim prinosom kada svećenik podiže hostiju i kalež uz riječi: Po Kristu, s Kristom, i u Kristu, Tebi Bogu, Ocu svemogućemu, u jedinstvu Duha Svetoga, svaka čast i slava u sve vijeke vjekova. Odgovor vjernika je: Amen, što je tzv. veliki amen, najznačajniji u misi.
Slijedi molitva Oče naš i zatim obred mira kada vjernici obično jedni drugima dlanom ruke daju znak mira.
Svećenik lomi sv. hostiju i svi zajedno mole molitvu Jaganjče Božji. Zatim svećenik podigne sv. hostiju i kaže: Evo Jaganjca Božjeg, evo onoga koji oduzima grijehe svijeta. Blago onima koji su pozvani na gozbu Jaganjčevu. Vjernici odgovaraju: Gospodine, nisam dostojan da uniđeš pod krov moj, nego samo reci riječi i ozdravit će duša moja. Svećenik se pričesti, a zatim pričesti vjernike, koji su pripravni primiti sv. pričest (nemaju na duši teške grijehe i najmanje jedan sat nisu ništa jeli ni pili osim vode). Pričest prati pričesna pjesma. Poslije pričesti slijedi popričesna molitva.

### Završni obredi
Svećenik po potrebi govori obavijesti o događanjima u crkvi u narednom vremenu. Na kraju slijedi blagoslov, koji može biti duži ili kraći. Pri kraćem svećenik kaže: Gospodin s vama, narod odgovori: I s duhom tvojim, svećenik: Blagoslovio vas svemogući Bog, Otac i Sin i Duh Sveti, narod: Amen. Zatim svećenik kaže: Idite u miru, a narod: Bogu hvala. Slijedi završna pjesma.

## Teologija mise
Misa kao žrtva svoje korijene ima u Starome zavjetu, po kojemu je Jahve Mojsiju propisao prinos životinjskih žrtava na različite nakane (paljenica, okajnica, prinosnica, pričesnica, naknadnica, pomirnica, kađenica i dr.) u jeruazlemskom hramu (opisano u Knjizi Izlaska, Ponovljenom zakonu i Levitskom zakoniku). Apstrahirajući smisao žrtve, kršćanstvo naučava da je žrtva potrebna, ali ne u više u obliku životinjske krvi, nego kao bitna posljedica grijeha koji se može pobijediti samo ljubavlju koja u danim okolnostima zahtijeva žrtvovanje sebe (sebedarje), i to u cjelokupnom ljudskom životu. Kristova žrtva je u tom kontekstu najsavršenija i najmoćnija te kao takva spašava cijelo čovječanstvo od grijeha – Krist je svojom žrtvom kao Veliki svećenik uspostavljio Novi savez po kojemu „krv bikova i jaraca” više nije potrebna (Hebr 10, 4-18). Misa, tj. sam obred žrtvovanja u kršćanstvu uprisutnjuje tu Kristovu žrtvu u danom trenutku. Ne radi se o novom žrtvovanju, nego o jednoj istoj žrtvi koja je svaki puta prisutna u potpunosti.
Iako se žrtva može shvaćati negativno, kao nešto što treba prihvaćati samo u nuždi, za kršćane je ona izraz potpune nesebične ljubavi i kao takva izvor radosti. Kršćani se žrtvi raduju jer ih ona uvodi u zajedništvo s Bogom i ljudima. Ona već i jest to zajedništvo. Isus je u evanđeljima to zajedništvo često prispodobio gozbom, slavljem gdje ljudi radosno uživaju u zajedništvu i blagodatima svega stvorenja. Stoga je misa i gozba na kojoj se jede božanska hrana (Tijelo i Krv Kristova po pretvorbi sadržani u hostiji i misnom vinu).
Službenik koji vrši obred žrtvovanja općenito se naziva svećenik pa je taj naziv preuzelo i kršćanstvo. Obred se izvodi na žrtveniku (oltaru). S obzirom na simboliku gozbe, oltar je ovdje gozbeni stol.

## Misa zadušnica
U Rimokatoličkoj Crkvi, prema crkvenim propisima i običajima misa zadušnica održava se u župnoj crkvi prema mjestu stanovanja pokojnika. U mnogim hrvatskim krajevima uobičajeno je da se za pokojnika u obitelji slavi sprovodna misa i osim nje i misa zadušnica osmog i tridesetog dana poslije smrti. Kod nekih je i želja da se za pokojnog člana obitelji služi tzv. gregorijana, tj. trideset svetih misa kroz trideset dana bez prekidanja. Mise zadušnice potom se slave na godišnjicu smrti. Općenito je poželjno da misa zadušnica bude u zajedništvu s rodbinom i župnom zajednicom u kojoj je pokojnik živio. Još je bolje da se pritom članovi obitelji pričeste, s time da im je potrebno prethodnose ispovijediti na primjer ako se već dugo nisu ispovijedili ili osjećaju težinu svojih grijeha.
Sveta misa koja se slavi kao dio sprovodnih obreda ili odmah nakon sprovoda jest sprovodna misa. Redovno se slavi u župnoj ili filijalnoj crkvi, ponekad u grobljanskoj kapeli, no nikako u mrtvačnici.
Kad se naruči misna nakana, plaća se misni dar (stipendij).

## Krug vječnih svetih misa
Krug vječnih svetih misa inicijativa je Družbe Misionara Krvi Kristove, koji svaki dan služe svetu misu za sve koji su upisani u knjigu Kruga vječnih svetih Misa. Papa Lav XIII. blagoslovio je ovu inicijativu 1886., kako bi na taj način dao poticaj za podupiranje misijskih djela Crkve.

## Poveznice
- Liturgija
- Crkvena glazba
- Liturgijska glazba
- Kršćanska glazba
- Vjerska glazba
- Crkveni namještaj
- Crkvena umjetnost
- Crkvena arhitektura

## Vanjske poveznice
Sestrinski projekti
|  | Zajednički poslužitelj ima još gradiva o temi Misa |

Mrežna mjesta
- Sveta misa Župa sv. Vida, Varaždin
- Vanjsko ponašanje vjernika kod slavljenja Sv. Mise Župa Šurkovac  Arhivirana inačica izvorne stranice od 6. listopada 2016. (Wayback Machine)